# Matías Laba
Matías Alejandro Laba (Villa Raffo, Buenos Aires, Argentina; 11 de diciembre de 1991) es un futbolista argentino, se desempeña como Centrocampista en CA Defensores de Belgrano de la Primera B Nacional. Participó para la Selección de Argentina en el Mundial Sub-20 de 2011 y en los Juegos Panamericanos de ese mismo año.

## Trayectoria
Realizó en 2010 su primera pretemporada junto al plantel profesional, ya que Claudio Borghi lo sube a primera, al ver sus grandes condiciones. A pesar de no haber jugado ningún partido, obtiene el Torneo Clausura 2010 con Argentinos Juniors. Su debut en Primera se concreta el 27 de febrero de 2011 en el empate 1–1 ante Vélez Sarsfield cuando reemplazó a Gustavo Oberman a los 70' del partido.
En agosto de 2023, se convirtió en refuerzo de Barracas Central, donde firmó contrato por 18 meses.

## Selección nacional
En julio de 2011, es convocado para integrar el plantel de la Selección de Argentina Sub-20 para participar en la Copa Mundial de la categoría en Colombia. 
En los Juegos Panamericanos de 2011, en el tercer partido de la fase de grupos marcó el único gol del partido con el que Argentina derrotó 1-0 a Cuba.

### Participaciones con la selección
| Torneo                                | Sede     | Resultado        |
| ------------------------------------- | -------- | ---------------- |
| Copa Mundial de Fútbol Sub-20 de 2011 | Colombia | Cuartos de final |
| Juegos Panamericanos de 2011          | México   | Medalla de Plata |

## Clubes
| Club                      | País      | Año           | Partidos | Goles |
| ------------------------- | --------- | ------------- | -------- | ----- |
| Argentinos Juniors        | Argentina | 2010-2013     | 69       | 0     |
| Toronto FC                | Canadá    | 2013-2014     | 16       | 1     |
| Vancouver Whitecaps       | Canadá    | 2014-2017     | 106      | 2     |
| Estudiantes de La Plata   | Argentina | 2018-2019     | 1        | 0     |
| Unión La Calera           | Chile     | 2019-2020     | 16       | 1     |
| Defensa y Justicia        | Argentina | 2020-2021     | 0        | 0     |
| Unión La Calera           | Chile     | 2021-2022     | 12       | 0     |
| Central Córdoba           | Argentina | 2022-2023     | 0        | 0     |
| Barracas Central          | Argentina | 2023 - 2024   |          |       |
| CA Defensores de Belgrano | Argentina | 2024-presente |          |       |

## Palmarés
| Título           | Club                | País      | Año  |
| ---------------- | ------------------- | --------- | ---- |
| Primera División | Argentinos Juniors  | Argentina | 2010 |
| Copa Voyageurs   | Vancouver Whitecaps | Canadá    | 2015 |